# Àngels sense resplendor
 Àngels sense resplendor  (títol original en anglès: The Tarnished Angels) és una pel·lícula estatunidenca dirigida per Douglas Sirk i estrenada el 1957. Ha estat doblada al català.

## Argument[2]
El 1932, en un reportatge sobre una reunió d'acrobàcia aèria a Nova Orleans, el periodista Burke Devlin troba un apassionat de l'aviació, Roger Shumann, heroi de l'Esquadrilla Lafayette, i la seva dona Laverne.

## Repartiment
- Rock Hudson: Burke Devlin
- Robert Stack: Roger Shumann
- Dorothy Malone: Laverne Shumann
- Jack Carson: Jiggs
- Robert Middleton: Matt Ord
- Troy Donahue: Frank Burnham
- Robert J. Wilke: Hank
- Eugene Borden: Claude Mollet
- Alan Reed: coronel J.T. Fineman
- Alexander Lockwood: Sam Hagood

## Crítica
Amb ocasió d'una emissió a la televisió, Patrick Brion va escriure a Télérama:
| « | Des de la primera aparició de Laverne, interpretada per Dorothy Malone, cabells i faldilla al vent, es comprèn que Àngels sense resplendor és una pel·lícula en la qual Douglas Sirk ha posat tota la seva personalitat i tota la seva sensibilitat. Trobant, només alguns mesos després d' Escrit en el vent tres dels intèrprets de la pel·lícula (Rock Hudson, Robert Stack i Dorothy Malone), s'acosta a l'univers dels pilots acrobàtics. Herois de la Primera Guerra mundial, acostumats a desafiar els perills, aquests homes són la distracció d'una Amèrica marcada per la gran crisi econòmica. La mort s'inscriu amb filigrana i rarament, els temes estimats per Faulkner han estat restituïts de manera tan destacable com aquí. Sirk ha reconegut d'altra banda sempre haver estat fascinat per aquests personatges «a l'aguait de la vida i que creuen que se'ls escapa». El perill, la mort, la voluntat de desafiar-la prenent el màxim de riscos i, paral·lelament, el desig de viure més intensament possible, tal és el clima d'Àngels sense resplendor. Trasbalsador. | » |